# Johannes I. von Aquileia

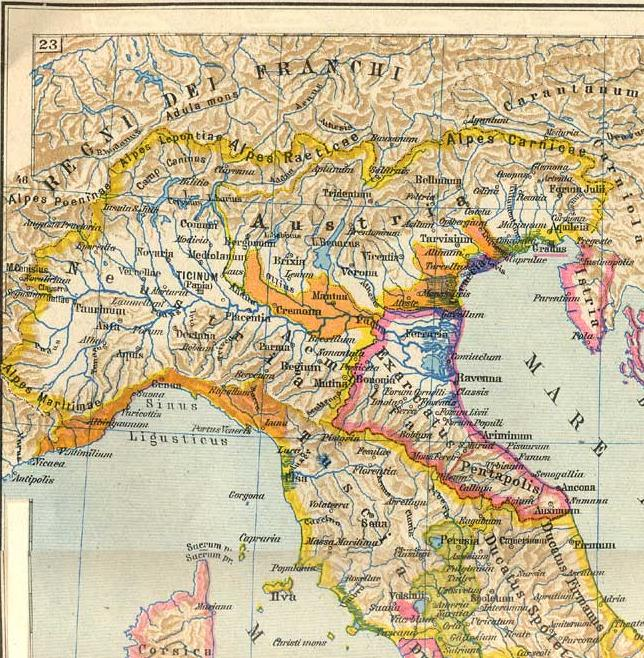
Langobardische und oströmische Gebiete vor 603

Johannes I. von Aquileia († 619) war von 606 bis zu seinem Tod Patriarch von Aquileia. Sein Residenzort lag zu dieser Zeit im Langobardenreich. Zudem gehörte er im Dreikapitelstreit den von Ostrom und dem Papst als schismatisch betrachteten Gruppen an. Während Johannes also im langobardischen Aquileia residierte, blieb sein romtreuer Widersacher Candidianus im oströmischen Grado, das auch als „Aquileia Nova“ bezeichnet wurde und das bis dahin selbst zu den Schismatikern gerechnet wurde. Er beanspruchte aber den gleichen Titel wie sein Konkurrent. Nur mit Erlaubnis des Langobardenkönigs Agilulf und des Herzogs Gisulf II. von Friaul konnte Johannes Residenz in Aquileia nehmen. Seither existierten zwei Patriarchen mit dem entsprechenden Titel gleichzeitig, einer in Alt Aquileia, einer in Neu Aquileia.

## Rahmenbedingungen

### Zwei Patriarchate im Nordosten Italiens
Seit Candidianus und Johannes standen sich über ein Jahrhundert lang der Patriarch von Aquileia (mit wechselnden Residenzorten), Langobardenreich und Schismatiker auf der einen Seite und auf der anderen Seite der Patriarch von Grado, das Kaiserreich und Papstanhänger gegenüber.
Nach Grado waren die Patriarchen auf der Flucht vor den Langobarden (ab 568) gelangt, weil die Lagune von Grado als sicherer galt als das Festland. Während jedoch nunmehr Candidianus und seine Nachfolger in Grado als Patriarchen von Grado bezeichnet werden (obwohl schon ihre Vorgänger seit Paulus I. dort residiert haben), blieben Johannes und seine Nachfolger Patriarchen von Aquileia.
Offiziell allerdings haben auch die Patriarchen, die weiterhin in Grado residierten, und das in den öströmischen Machtbereich fiel, genauso wie die Städte um die Lagune von Venedig, stets, auch über das Ende des Schismas hinaus, den Titel Patriarch von Aquileia weitergeführt. Venedig seinerseits war an eine Rückkehr der dem Patriarchen von Grado kirchenrechtlich unterstellten Bistümer unter den Patriarchen von Aquileia nicht interessiert, weil dies zum Einfallstor in seine Interessensphäre hätte werden können. Selbst als Ende des 7. Jahrhunderts das Schisma endete, bestand die Zweiteilung des Patriarchats fort und war Gegenstand Jahrhunderte überdauernder Auseinandersetzungen.

### Dreikapitelstreit
Schon Kaiser Justinian hatte „nestorianisierende“ Theologen verurteilen lassen (Nestorius, 428–431 Patriarch von Konstantinopel). Eine entsprechende Glaubenserklärung sollte von allen Patriarchen und deren Klerus unterschrieben werden. Darin wurden die Schriften dreier Theologen aus dem Osten des Reiches – daher Dreikapitelstreit – verurteilt, nämlich diejenigen des Ibas von Edessa, des Theodoret von Kyrrhos und die des Theodor von Mopsuestia. Im Nordosten Italiens und im heutigen Slowenien sowie auf Istrien wehrte sich der Klerus gegen die kaiserliche Verurteilung, die auch von Papst Vigilius abgelehnt wurde, ebenso wie von weiten Teilen des afrikanischen Klerus. Als Vigilius 548 in Konstantinopel erschien und in dieser Frage nachgab, schlossen ihn die afrikanischen Kleriker aus. 553 erließ ein Konzil eine kaiserlich unterstützte Verurteilung, die bereits zwei Jahre zuvor durch Justinian erfolgt war. Dies führte zum Schisma, einer Kirchenspaltung, die 150 Jahre anhalten sollte. Als 607 der Patriarch Candidianus abschwor, kam es zu einer Abspaltung im inzwischen langobardischen Aquileia, so dass in Grado ein Patriarchat dauerhaft Bestand hatte, das sich den kaiserlichen Vorstellungen fügte. Die „Schismatiker“ beherrschten Aquileia hingegen über längere Zeit, allerdings bei wechselnden Residenzorten. Erst Ende des 7. Jahrhunderts wurde die Kirchenspaltung durch eine Kirchenversammlung beendet. Der erste dieser Patriarchen war Johannes.

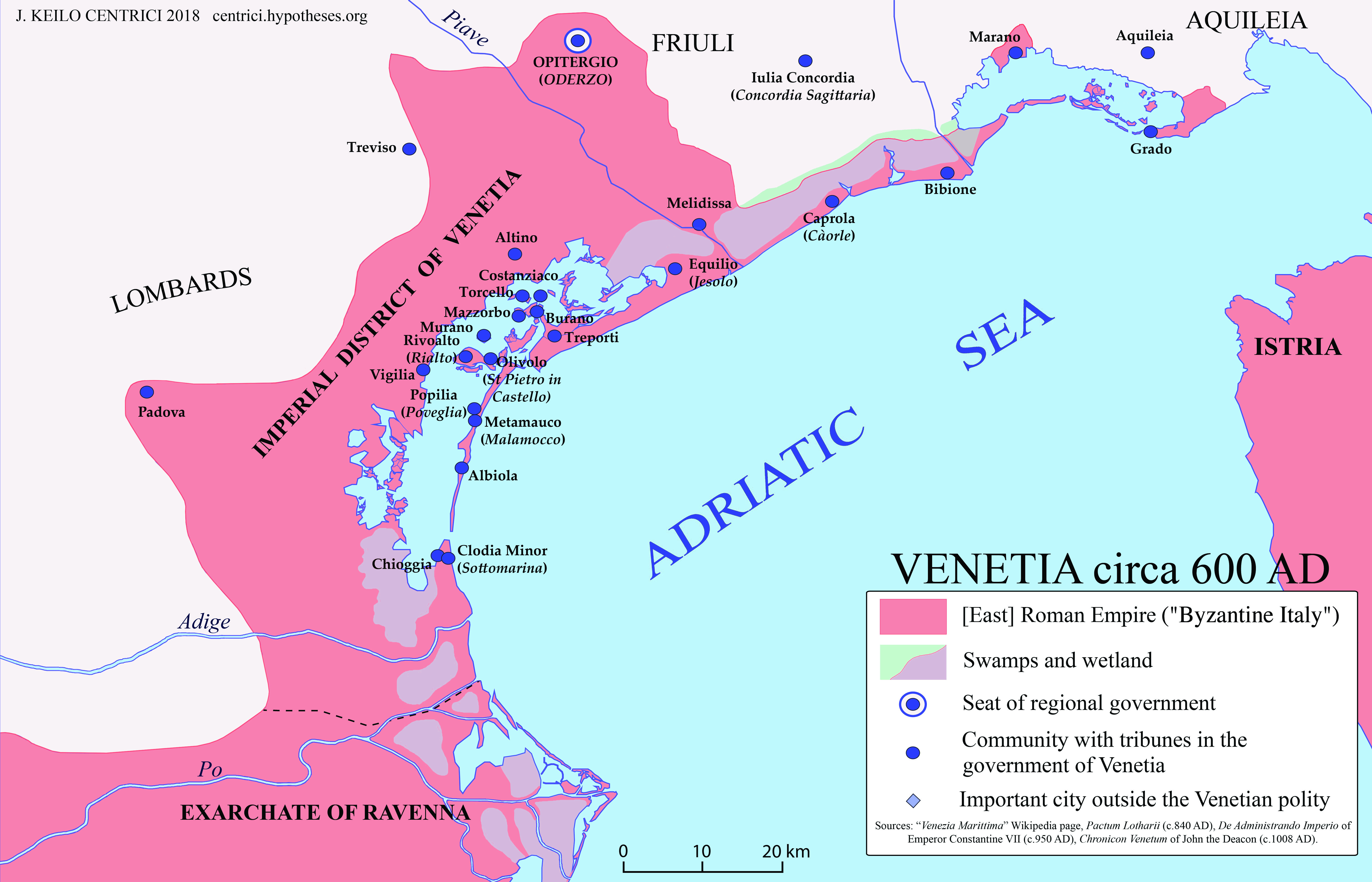
Die Lagune von Venedig und die von Grado mit den benachbarten Gebieten, die um 600 noch zum oströmischen Herrschaftsgebiet gehörten

Päpste und Kaiser zögerten nur selten, gegen die Anhänger der Drei Kapitel Gewalt anzuwenden. Kaum war im Jahr 586 Helias von Aquileia gestorben, hatte der oströmische Statthalter, der Exarch von Ravenna, zum Mittel der Gewalt gegriffen, um den in Grado gewählten, jedoch schismatischen Patriarchen gefangenzusetzen.
Paulus Diaconus, der für diese Zeit in Italien wichtigste Geschichtsschreiber, widmet diesen Vorgängen in seiner Historia Langobardorum einen längeren Abschnitt. Schon Severus, der Vorgänger des Candidianus, wurde demnach vom Exarchen von Ravenna gemeinsam mit anderen Klerikern für ein Jahr nach Ravenna verschleppt. Als die betroffenen Kleriker in ihre Städte zurückkehrten, wollte weder die „plebs communicare“, noch wurden sie von den übrigen Bischöfen aufgenommen, ohne dass sie zuvor ihre Abschwörung widerrufen hätten. Severus kehrte dementsprechend im Jahr 591 wieder zu den Drei Kapiteln zurück. Als er starb und Grado weiterhin Rom ungehorsam blieb, kam es bei der Wahl seines Nachfolgers erneut zur Gewaltanwendung.
Nach dem Tod des Patriarchen Severus folgte ihm, im Einverständnis mit dem langobardischen König sowie dem langobardischen Herzog Gisulf, Abt Johannes im Amt. Der neue dem Papst ergebene Patriarch, Candidianus, wurde hingegen von der oströmischen Obrigkeit durchgesetzt. Ein Teil der Schismatiker floh daraufhin ins Langobardenreich und wählte den in Roms Augen schismatischen Abt Johannes zum Patriarchen. Candidianus’ Nachfolger, so schildert es Paulus Diaconus, der oberste Notar Epiphanius, wurde dennoch gleichfalls Patriarch, so dass nun zwei Patriarchen auf Dauer existierten: „ex illo tempore coeperunt duo esse patriarchae“ (IV, 33).
Die Spaltung des Patriarchats in Aquileia und Grado, einschließlich der lange anhaltenden Auseinandersetzungen um die Obödienzen der Bischöfe bis weit nach Istrien hinein, blieb auch dann fortbestehen, als die zunächst weiterhin schismatischen Patriarchen nach der endgültigen Beilegung des Konflikts Ende des 7. Jahrhunderts auf die römische Seite zurückkehrten. Dabei blieb Grado im Umkreis der oströmisch-byzantinischen, später venezianischen Interessen, Aquileia-Cividale hingegen im Umkreis zunächst der Langobarden, dann der Karolinger, schließlich des Römisch-deutschen Reiches.
Johannes’ Nachfolger residierten bald aus Gründen der Sicherheit tiefer im Langobardenreich, im besser gesicherten Cormons (der Zeitpunkt dieser Residenzverlegung ist unklar), wohl unter königlichem Schutz, um sich schließlich in der Hauptstadt des Herzogtums, in Cividale, niederzulassen. Dabei hielten die Nachfolger an ihrem Titel fest, um einen Abstieg zu einem bloßen Bischof zu vermeiden. 827 verlegte der Patriarch von Aquileia seine Residenz von Cividale (wieder) nach Aquileia. Dieser Zustand der Spaltung des Patriarchats, entstanden durch das Schisma und dauerhaft geworden durch die territorialen Grenzen der Großmächte, endete erst Anfang/Mitte des 15. Jahrhunderts.